# Daniel Mandell
Daniel Mandell (* 13. Juli 1895 in New York; † 8. Juni 1987 in Huntington Beach, Orange County, Kalifornien) war ein US-amerikanischer Filmeditor.
Daniel Mandell war 1924 erstmals für den Schnitt eines Filmes verantwortlich. 1942 wurde er zum ersten Mal für Die kleinen Füchse mit Bette Davis für einen Oscar nominiert. Ein Jahr später gewann Mandell die Auszeichnung für Der große Wurf mit Hauptdarsteller Gary Cooper. 1944 drehte er Arsen und Spitzenhäubchen und Das Korsarenschiff, ein Jahr später Der Wundermann. 1947 wurde er zum zweiten Mal mit dem Oscar für den Film Die besten Jahre unseres Lebens ausgezeichnet. 1958 wurde Daniel Mandell wiederum für den Oscar vorgeschlagen. Diesmal ging er jedoch mit Zeugin der Anklage leer aus.
Ein Jahr später folgte der Film Porgy und Bess und 1961 bekam Mandell seinen dritten Oscar für die Billy-Wilder-Komödie Das Appartement mit Jack Lemmon und Shirley MacLaine. Bis er sich 1966 in den Ruhestand verabschiedete, bearbeitete Mandell noch die Filme Eins, Zwei, Drei, Das Mädchen Irma la Douce, Küss mich, Dummkopf und Der Glückspilz.

## Filmografie (Auswahl)
- 1927: Onkel Tom’s Hütte (Uncle Tom’s Cabin)
- 1930: Holiday
- 1932: Um eine Fürstenkrone (A Woman Commands)
- 1933: Der Staranwalt von Manhattan (Counsellor at Law)
- 1935: Die Fee (The Good Fairy)
- 1935: Diamanten-Jim (Diamond Jim)
- 1936: Infame Lügen (These Three)
- 1936: Zeit der Liebe, Zeit des Abschieds (Dodsworth)
- 1937: Gehetzt (You Only Live Once)
- 1937: Sackgasse (Dead End)
- 1939: Sturmhöhe (Wuthering Heights)
- 1939: Verrat im Dschungel (The Real Glory)
- 1940: In die Falle gelockt (The Westerner)
- 1941: Hier ist John Doe (Meet John Doe)
- 1941: Die kleinen Füchse (The Little Foxes)
- 1941: Die merkwürdige Zähmung der Gangsterbraut Sugarpuss (Ball of Fire)
- 1942: Der große Wurf (The Pride of the Yankees)
- 1943: The North Star
- 1944: Up in Arms
- 1944: Arsen und Spitzenhäubchen (Arsenic and Old Lace)
- 1944: Das Korsarenschiff (The Princess and the Pirate)
- 1945: Der Wundermann (Wonder Man)
- 1946: Die besten Jahre unseres Lebens (The Best Years of Our Lives)
- 1946: Der Held des Tages (The Kid from Brooklyn)
- 1948: Die tollkühne Rettung der Gangsterbraut Honey Swanson (A Song Is Born)
- 1948: Betrogene Jugend (Enchantment)
- 1949: Entscheidung am Fluß (Roseanna McCoy)
- 1949: Angst vor der Schande (My Foolish Heart)
- 1950: Auf des Schicksals Schneide (Edge of Doom)
- 1951: Im Sturm der Zeit (I Want You)
- 1951: Valentino – Liebling der Frauen (Valentino)
- 1952: Hans Christian Andersen und die Tänzerin (Hans Christian Andersen)
- 1953: Rückkehr ins Paradies (Return to Paradise)
- 1956: Haie greifen an (The Sharkfighters)
- 1956: Schwere Jungs – leichte Mädchen (Guys and Dolls)
- 1957: Zeugin der Anklage (Witness for the Prosecution)
- 1959: Porgy und Bess (Porgy and Bess)
- 1960: Das Appartement (The Apartment)
- 1961: Eins, zwei, drei (One, Two, Three)
- 1963: Das Mädchen Irma la Douce (Irma la Douce)
- 1964: Küss mich, Dummkopf (Kiss Me, Stupid)
- 1966: Der Glückspilz (The Fortune Cookie)